# Secretaría de Agricultura y Desarrollo Rural
La Secretaría de Agricultura y Desarrollo Rural de Mèxic és la Secretaria d'Estat encarregada d'administrar recursos federals al desenvolupament rural. A més, fomenta la recerca per a finalitats rurals (incloent llavors, plantes, entre altres), regula les activitats relacionades amb la pesca i té en el seu control totes les medicines i aliments per a animals domèstics i de granja. Fomenta, com a activitat extra, totes les artesanies rurals.

## Funcions
D'acord amb la Ley Orgánica de la Administración Pública Federal Arxivat 2014-02-26 a Wayback Machine. en su  Artículo 35 en el seu  Article 35 li correspon el despatx de les següents funcions:
- Formular, conduir i avaluar la política general de desenvolupament rural, a fi d'elevar el nivell de vida de les famílies que habiten en el camp, en coordinació amb les dependències competents.
- Integrar i impulsar projectes d'inversió que permetin canalitzar productivament, recursos públics i privats a la despesa social en el sector rural; coordinar i executar la política nacional per crear i recolzar empreses que associïn a grups de productors rurals a través de les accions de programació, concertació, coordinació; d'aplicació, recuperació i repartiment de recursos, per ser destinats a les mateixes finalitats; així com d'assistència tècnica i d'altres mitjans que calguin per a aquest propòsit, amb la intervenció de les dependències i entitats de l'Administració Pública Federal corresponents i dels governs estatals i municipals,tres nepes negros
- Organitzar i fomentar les recerques agrícoles, ramaderes, avícoles, apícoles i silvícoles, establint instituts experimentals, laboratoris, estacions de cria, llevadors i vivers, vinculant-se a les institucions d'educació superior de les localitats que corresponguin.
- Fomentar i organitzar la producció econòmica de l'artesanat, de les arts populars i de les indústries familiars del sector rural, amb la participació que correspongui a altres dependències o entitats.
- Elaborar, actualitzar i difondre un banc de projectes i oportunitats d'inversió en el sector rural.
- Organitzar i mantenir al corrent els estudis econòmics sobre la vida rural, a fi d'establir els mitjans i procediments per millorar-la.
- Fomentar l'activitat pesquera.

## Denominacions anteriors
Des de la seva creació l'actual Secretaría de Agricultura, Ganadería, Desarrollo Rural, Pesca y Alimentación ha tingut les següents denominacions:
- (1842 - 1917): Dirección General de Industria
- (1917 - 1946): Secretaría de Agricultura y Fomento.
- (1946 - 1976): Secretaría de Agricultura y Ganadería.
- (1976 - 1994): Secretaría de Agricultura y Recursos Hidráulicos.
- (1994 - 2000): Secretaría de Agricultura, Ganadería y Desarrollo Rural.
- (2000 - 2018): Secretaría de Agricultura, Ganadería, Desarrollo Rural, Pesca y Alimentación.

## Organigrama
Conforme al que es disposa per l'article 3r del Reglament Interior de la Secretaría de Agricultura, Ganadería, Desarrollo Rural, Pesca y Alimentación, la representació, tràmit i resolució dels assumptes competència de la Secretaria, correspon originalment al Secretari del Despatx, qui per a l'estudi, planejament i despatx de les seves atribucions, comptarà amb els següents:
1. Servidors públics i unitats administratives:

- Secretario del Despacho;
- Subsecretario de Agricultura;
- Subsecretario de Desarrollo Rural;
- Subsecretario de Fomento a los Agronegocios;
- Oficial Mayor;
- Coordinación General de Enlace y Operación;
- Coordinación General de Comunicación Social;
- Coordinación General de Delegaciones;
- Coordinación General de Política Sectorial;
- Coordinación General Jurídica;
- Coordinación General de Ganadería;
- Dirección General de Fomento a la Agricultura;
- Dirección General de Vinculación y Desarrollo Tecnológico;
- Dirección General de Apoyos para el Desarrollo Rural;
- Dirección General de Programas Regionales y Organización Rural;
- Dirección General de Estudios para el Desarrollo Rural;
- Dirección General de Servicios Profesionales para el Desarrollo Rural;
- Dirección General de Estudios Agropecuarios y Pesqueros;
- Dirección General de Administración de Riesgos y Proyectos de Inversión;
- Dirección General de Apoyo al Financiamiento Rural;
- Dirección General de Eficiencia Financiera y Rendición de Cuentas;
- Dirección General de Desarrollo Humano y Profesionalización;
- Dirección General de Proveeduría y Racionalización de Bienes y Servicios;
- Dirección General de Promoción de la Eficiencia y Calidad de los Servicios;

### Òrgans administratius, desconcentrats i Entitats
- Servicio Nacional de Sanidad, Inocuidad y Calidad Agroalimentaria
- Servicio Nacional de Inspección y Certificación de Semillas
- Colegio Superior Agropecuario del Estado de Guerrero
- Apoyos y Servicios a la Comercialización Agropecuaria
- Servicio de Información Agroalimentaria y Pesquera
- Instituto Nacional de Pesca
- Comisión Nacional de Acuacultura y Pesca
- Comité Nacional para el Desarrollo Sustentable de la Caña de Azúcar
- Universidad Autónoma Chapingo
- Colegio de Postgraduados
- Comisión Nacional de las Zonas Áridas
- Fideicomiso de Riesgo Compartido
- Fondo de Empresas Expropiadas del Sector Azucarero
- Instituto Nacional para el Desarrollo de Capacidades del Sector Rural
- Instituto Nacional de Investigaciones Forestales, Agrícolas Y Pecuarias

## Llista deSecretarios de Agriculturade Mèxic

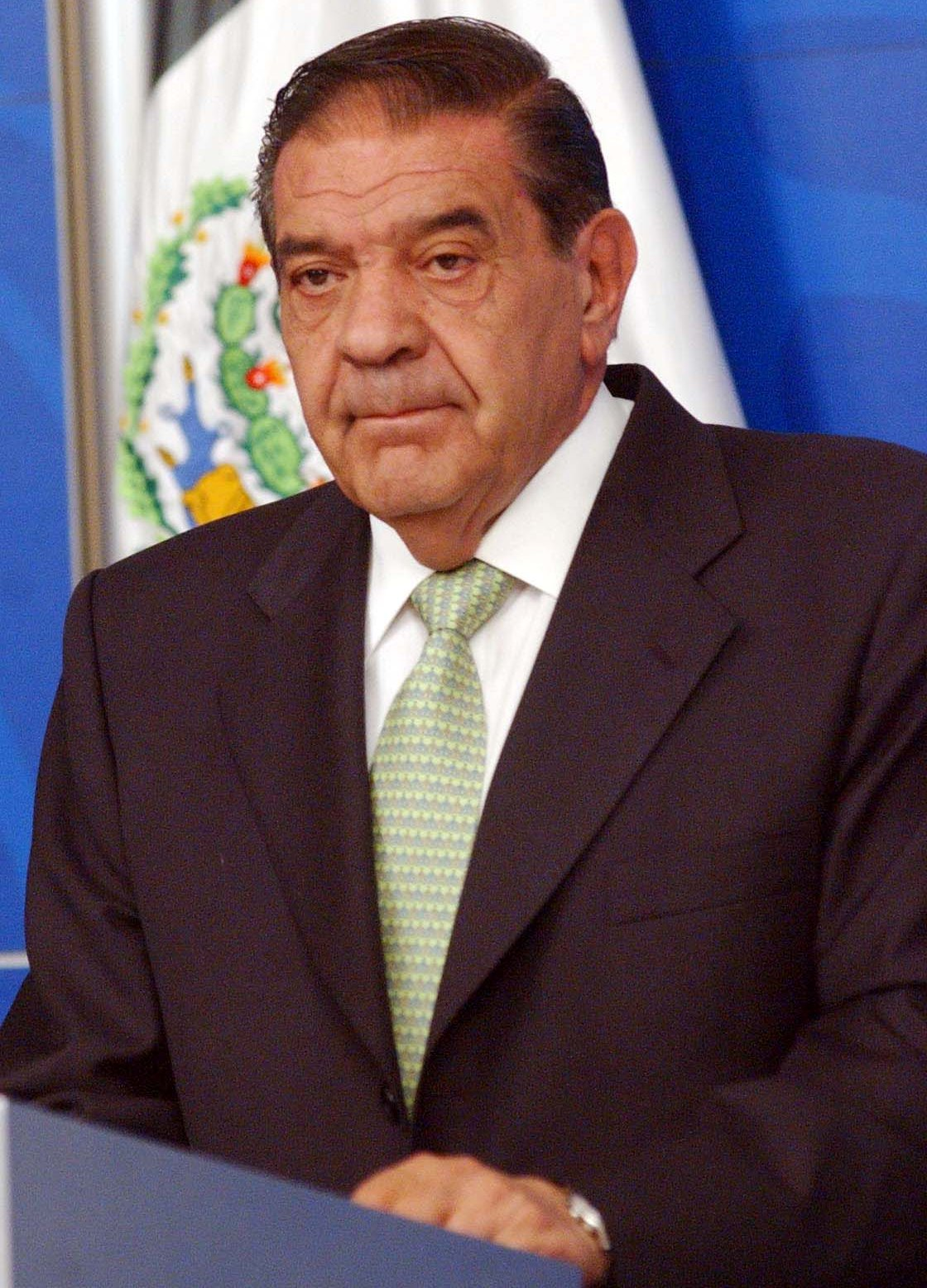
Javier Usabiaga Arroyo, 2000-2005

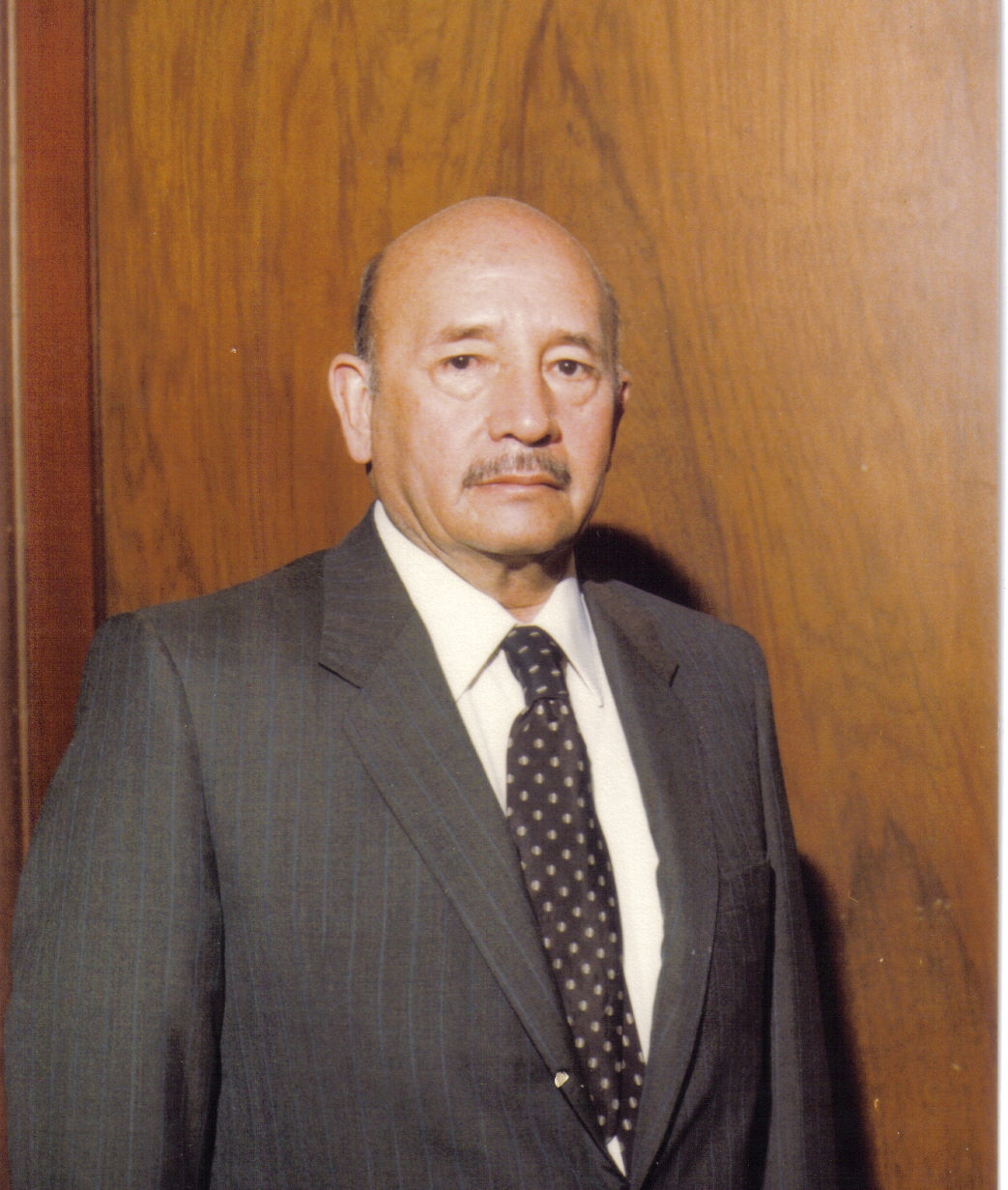
Horacio García Aguilar, 1982-1984

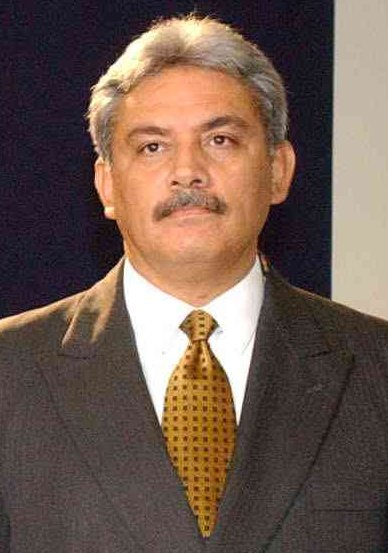
Alberto Cárdenas, 2006-2009

### Secretaría de Agricultura y Fomento
- Govern de Venustiano Carranza (1917 - 1920)
  - (1917 - 1920): Pastor Rouaix
- Govern d'Adolfo de la Huerta (1920)
  - (1920): Antonio I. Villarreal
- Govern d'Álvaro Obregón (1920 - 1924)
  - (1920 - 1924): Antonio I. Villarreal
  - (1924): Ramón P. de Negri
- Govern de Plutarco Elías Calles (1924 - 1928)
  - (1924 - 1928): Luis L. León
- Govern d'Emilio Portes Gil (1928 - 1930)
  - (1928 - 1930): Marte R. Gómez
- Govern de Pascual Ortiz Rubio (1930 - 1932)
  - (1930 - 1931): Manuel Pérez Treviño
  - (1931): Saturnino Cedillo
  - (1931 - 1932): Francisco S. Elías
- Govern d'Abelardo L. Rodríguez (1932 - 1934)
  - (1932 - 1934): Francisco S. Elías
- Govern de Lázaro Cárdenas del Río (1934 - 1940)
  - (1934 - 1935): Tomás Garrido Canabal
  - (1935 - 1937): Saturnino Cedillo
  - (1937 - 1940): José E. Parrés
- Govern de Manuel Ávila Camacho (1940 - 1946)
  - (1940 - 1946): Marte R. Gómez

### Secretaría de Agricultura y Ganadería
- Govern de Miguel Alemán Valdés (1946 - 1952)
  - (1946 - 1952): Nazario S. Ortiz Garza
- Govern d'Adolfo Ruiz Cortines (1952 - 1958)
  - (1952 - 1958): Gilberto Flores Muñoz
- Govern d'Adolfo López Mateos (1958 - 1964)
  - (1958 - 1964): Julián Rodríguez Adame
- Govern de Gustavo Díaz Ordaz (1964 - 1970)
  - (1964 - 1970): Juan Gil Preciado
  - (1970): Manuel Bernardo Aguirre
- Govern de Luis Echeverría (1970 - 1976)
  - (1970 - 1974): Manuel Bernardo Aguirre
  - (1974 - 1976): Óscar Brauer Herrera

### Secretaría de Agricultura y Recursos Hidráulicos
- Govern de José López Portillo (1976 - 1982)
  - (1976 - 1982): Francisco Merino Rábago
- Govern de Miguel de la Madrid (1982 - 1988)
  - (1982 - 1984): Horacio García Aguilar
  - (1984 - 1988): Eduardo Pesqueira Olea
- Govern de Carlos Salinas de Gortari (1988 - 1994)
  - (1988 - 1990): Jorge de la Vega Domínguez
  - (1990 - 1994): Carlos Hank González

### Secretaría de Agricultura, Ganadería y Desarrollo Rural
- Govern d'Ernesto Zedillo (1994 - 2000)
  - (1994 - 1995): Arturo Warman Gryj
  - (1995 - 1998): Francisco Labastida Ochoa
  - (1998 - 2000): Romárico Arroyo Marroquín

### Secretaría de Agricultura, Ganadería, Desarrollo Rural, Pesca y Alimentación
- Govern de Vicente Fox (2000 - 2006)
  - (2000 - 2005): Javier Usabiaga Arroyo
  - (2005 - 2006): Francisco Mayorga Castañeda
- Govern de Felipe Calderón Hinojosa (2006 - 2012)
  - (2006 - 2009): Alberto Cárdenas Jiménez
  - (2009 - 2012): Francisco Mayorga Castañeda
- Govern d'Enrique Peña Nieto (2012 - 2018)
  - (2012 - 2015): Enrique Martínez y Martínez
  - (2015 - 2018): José Calzada Rovirosa
  - (2018): Baltazar Hinojosa Ochoa
- Govern d'Andrés Manuel López Obrador (2018 - Actualitat)
  - (2018 - Actualitat): Víctor Manuel Villalobos Arámbula